# Angers Sporting Club de l'Ouest (pallamano)
L'Angers Sporting Club de l'Ouest, meglio nota come Angers SCO, o più semplicemente Angers, è una società di pallamano francese  con sede nella città di Angers. 
Nota dal 1988 al 2018 come Angers Noyant Handball, dal 2018 ha cambiato denominazione in Angers SCO.
Milita in ProLigue, secondo livello del campionato francese di pallamano maschile.